# Emphiesmenus
Emphiesmenus is een kevergeslacht uit de familie van de boktorren (Cerambycidae). De wetenschappelijke naam van het geslacht werd voor het eerst geldig gepubliceerd in 1884 door Lansberge.

## Soorten
Emphiesmenus omvat de volgende soorten:
- Emphiesmenus nodicollis (Gahan, 1907)
- Emphiesmenus schageni Lansberge, 1884